# Shani

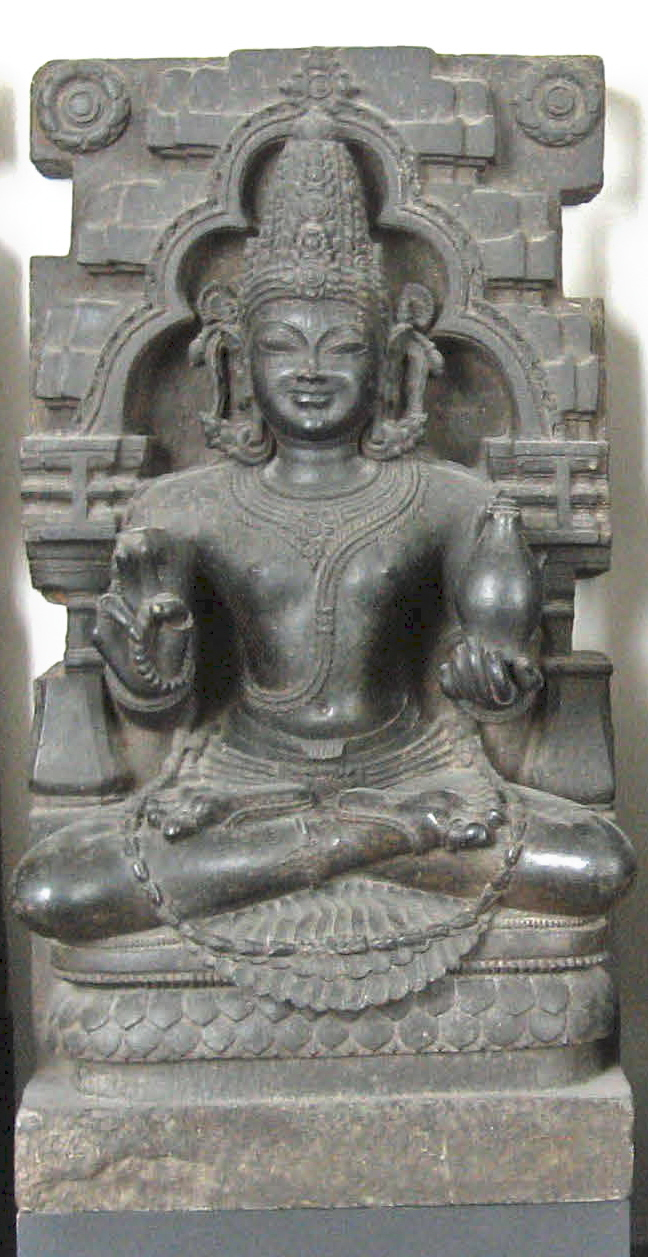
Shani

Shani (Sanskrit शनि śani m.) ist im Hinduismus einer der Navagraha und der Regent des Planeten Saturn. Er ist der Sohn des Sonnengottes Surya und der Chaya („Schatten“). Seine Waffen sind der Speer und der Pfeilbogen. Sein Vahana ist eine Krähe. Der astrologische Einfluss von Shani gilt als schlechtes Omen.